# Trineo

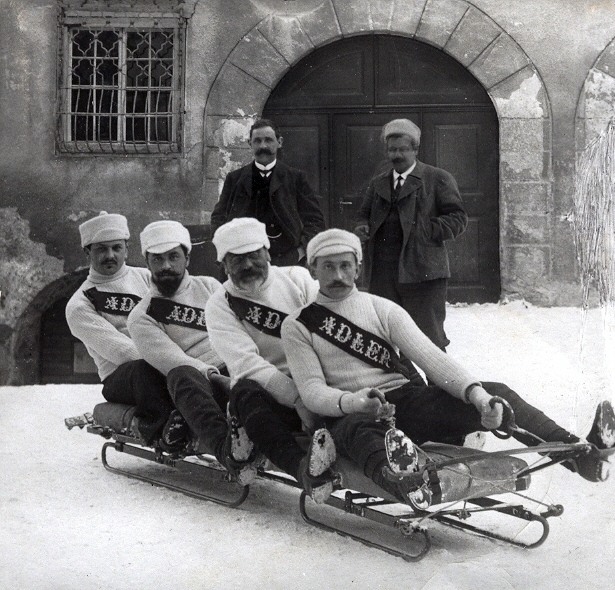
Trineo deportivo de principios del (Davos, Suiza).

Un trineo es un vehículo con esquíes o cuchillas en lugar de ruedas. Se utiliza como medio de transporte sobre superficies con bajo nivel de fricción tales como nieve o hielo pero cualquier superficie deslizante es adecuada siempre que no esté demasiado seca. En algún caso, los cantos rodados de río o la arena humedecida, pueden ser una superficie apta para poder deslizar los trineos. 
Con la gravedad como única fuerza de propulsión, un trineo también puede deslizarse colina abajo como objeto de diversión. 

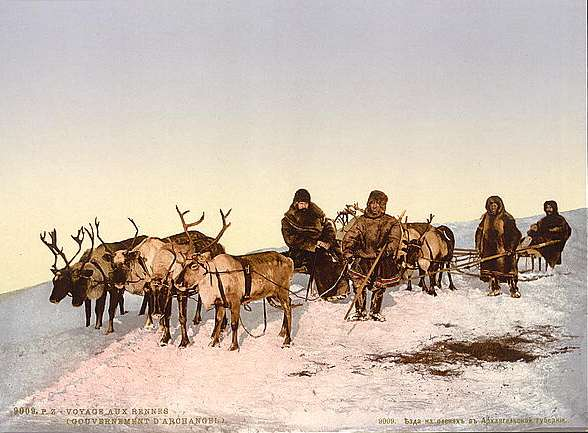
Trineo de transporte utilizando renos de principios de.

Los trineos pueden ser tirados por animales, generalmente, caballos, mulas, bueyes o perros. También pueden ser empujados o tirados por personas como niños en sus juegos o padres tirando de sus hijos. Los trineos tirados por humanos fueron medios de transporte habituales en las expediciones exploratorias británicas a las regiones árticas y antárticas en el siglo XIX y comienzos del XX. Muchos otros utilizaron grupos de perros como, por ejemplo, Roald Amundsen. Hoy en día algunos viajeros hacen uso de cometas para remolcar trineos en dichas latitudes.
- La palabra trineo procede del francés «traîneau» (siglo XII) formada a partir del verbo «traîner» que significa «arrastrar».
- Una troika es un trineo tirado por tres caballos.
- El trineo ficticio de Santa Claus es tirado por renos voladores. Incorpora pequeños esquíes quizás para aterrizar y despegar.
- El trineo de asfalto o street luge es un trineo en el que las cuchillas se sustituyen por ruedas para descender pendientes asfaltadas.

## Historia

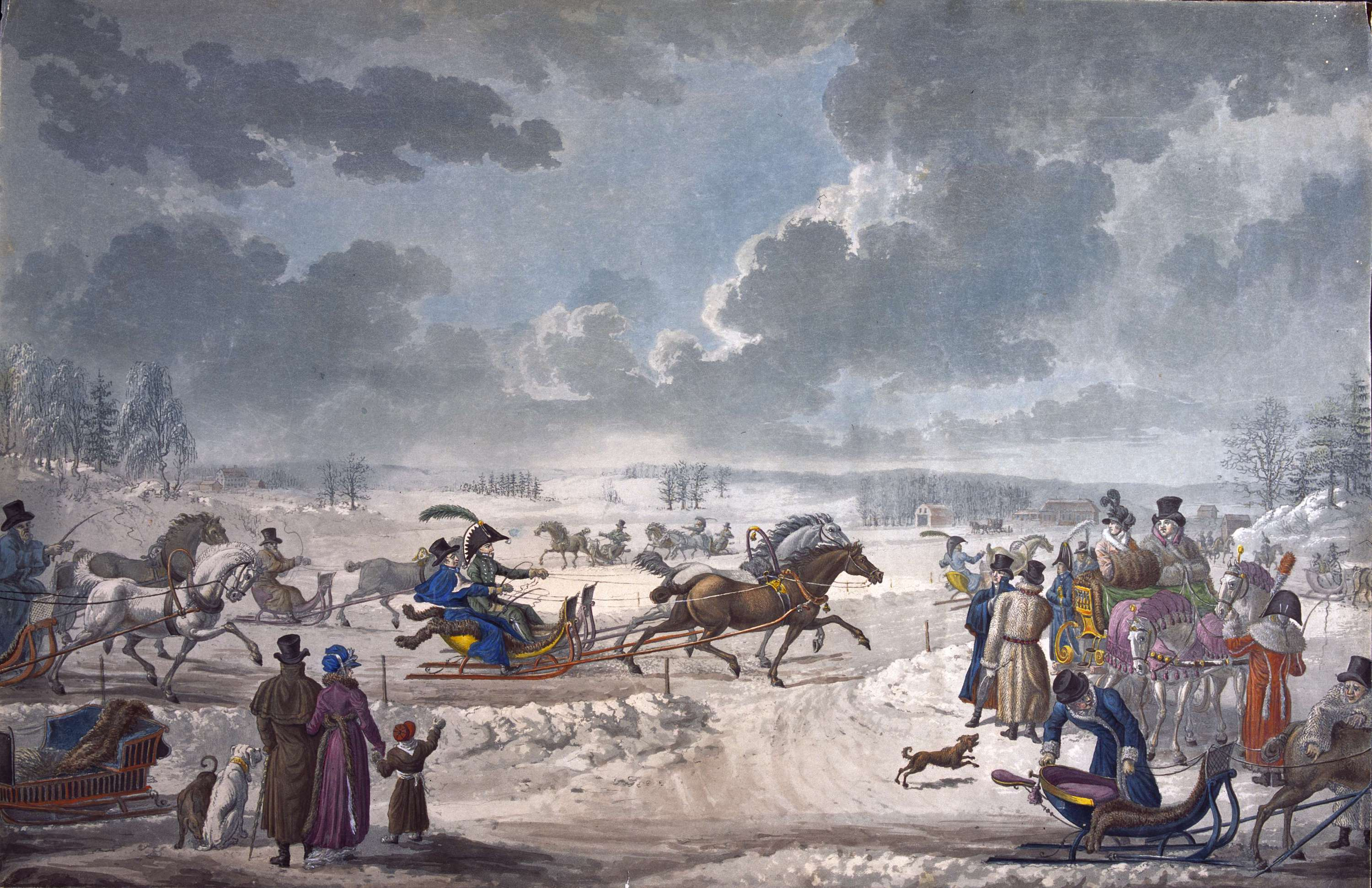
Los trineos era la forma normal de transporte en invierno en Estocolmo hacia 1800.

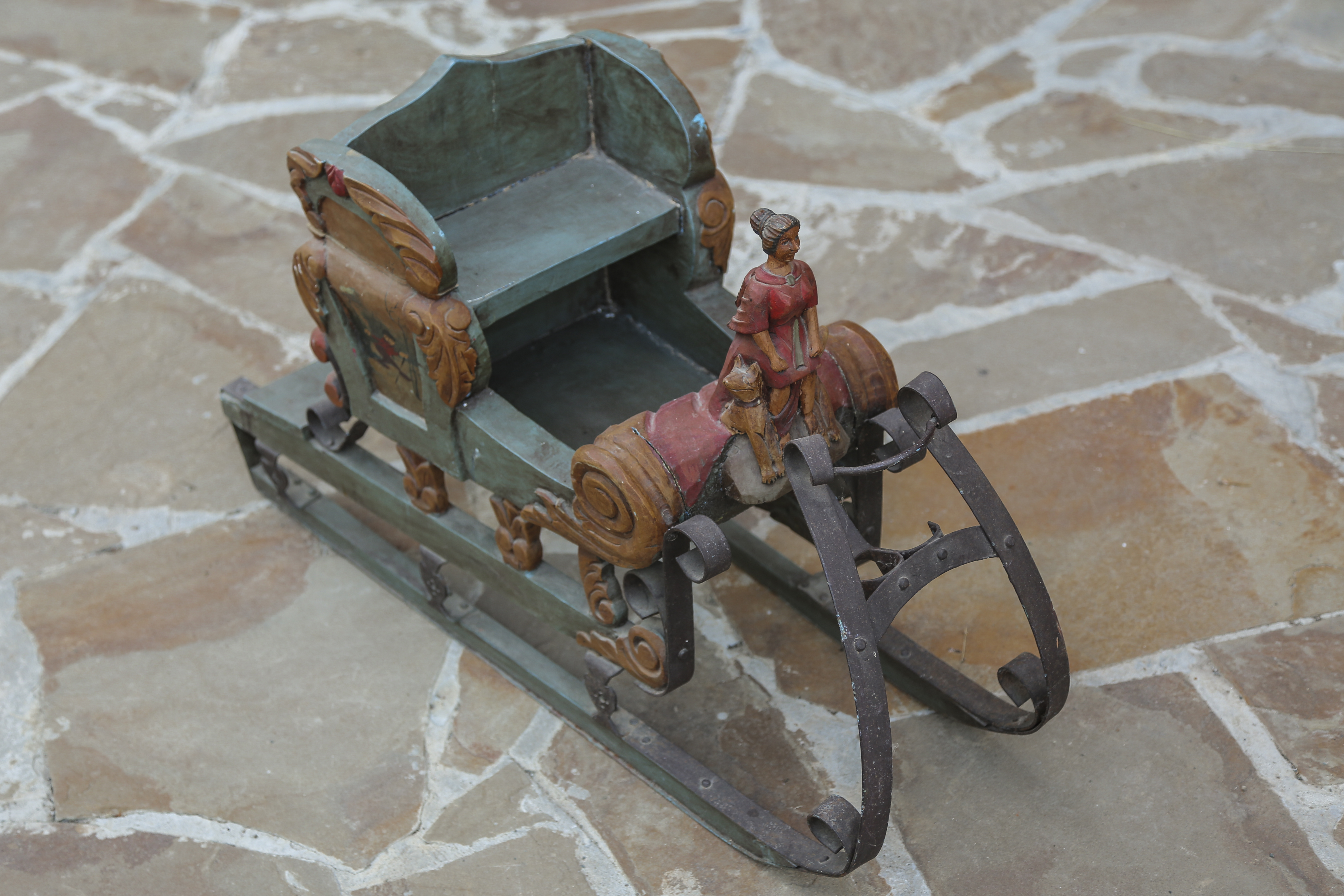
Un trineo de niños, Castillo de Radomysl.

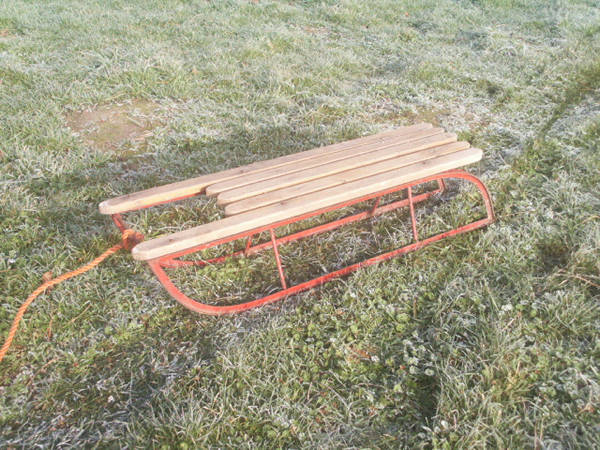
Un clásico trineo para jugar, muy común en los Países Bajos.

En el Neolítico la técnica de arrastre permitió el transporte de cargas pesadas, en todos los terrenos. Antiguamente, el trineo no podía ser más que una base resistente, que soportaba una carga pesada, que se deslizaba o movía sobre rieles formados por una disposición de múltiples traviesas de troncos, a veces rodando si el suelo era lo suficientemente duro. En el límite, si el cuerpo era rígido, por ejemplo una piedra larga, un menhir o un obelisco, el arrastre se limitaba a rodar troncos incansablemente reemplazados al frente por los hombres en la maniobra. Ya sea en Japón o en los Vosgos, las rutas de troncos, a veces muy elaboradas en lugares peligrosos, permitía circular trineos de madera muy cargados. Estos caminos también podían pavimentarse con guijarros, que, al regarlos, se volvían lisos y resbaladizos, como en Madeira. En el caso de tracción o frenado en pendientes bastante pronunciadas, los animales debían ser robustos y tranquilos, y muchas veces los hombres eran imprescindibles ante la presencia de fuertes pendientes.
Característico de la protohistoria de los pueblos que difundieron las lenguas indoeuropeas en Europa occidental, el travois es un tren formado por postes de madera atados, pequeños troncos de árboles, lonas o pieles, unidos entre sí por lazos, plantas o cuerdas. Entre estos postes asegurados por travesaños, es fácil fijar una carga, animales de caza, bolsas de lona. La tracción estaba asegurada según la carga por parte del hombre y especialmente de los animales domésticos, bueyes, caballos, renos y otros cérvidos, debidamente enjaezados. Parece que originalmente, el hombre nómada transporta su hogar y su casa. De hecho, los marcos de madera, como la lona gruesa, el fieltro de la tienda, son necesarios en las estepas secas entre llanuras bajas, con pocos árboles y bosques densos distantes. Este transporte por travois se extinguió en el siglo XVIII, aunque se mantuvieron formas simplificadas o sofisticadas en las regiones finlandesas o árticas.
Los experimentos arqueológicos muestran que la introducción de corredores laterales para minimizar la fricción (raspado innecesario) condujo a la invención del trineo corredor. También estaría en el origen del carro si los patines, portadores de los travesaños, especie de piso rudimentario, convertidos en simples límites del cuerpo portador, son llevados por un tren de rodaje (conjunto de ruedas, unidas por el eje). Sin embargo, la invención del carro con barra de tiro se logró en el mundo, el más avanzado técnicamente de la Edad del Bronce, en el Cercano o Medio Oriente .. Pero las civilizaciones de las estepas, observadores de los mundos desarrollados, habrían dominado con relativa rapidez la fabricación de mecanismos de rodadura, inventando un carro con arrastre modal, sobre patines o sobre ruedas, a menudo mejor estabilizado sobre cuatro ruedas, para facilitar su necesaria estacionalidad. migración. Los travois simplificados, acortados, conservados para transportes cortos y rápidos, sólo estarían en el origen de los bardos con camillas sin ruedas. El antiguo mundo imperial no parece conocer carros camilleros 5 . El desarrollo de los carros al final de la Edad Media, masivos y cortos, habría requerido entonces el regreso al uso de camillas.

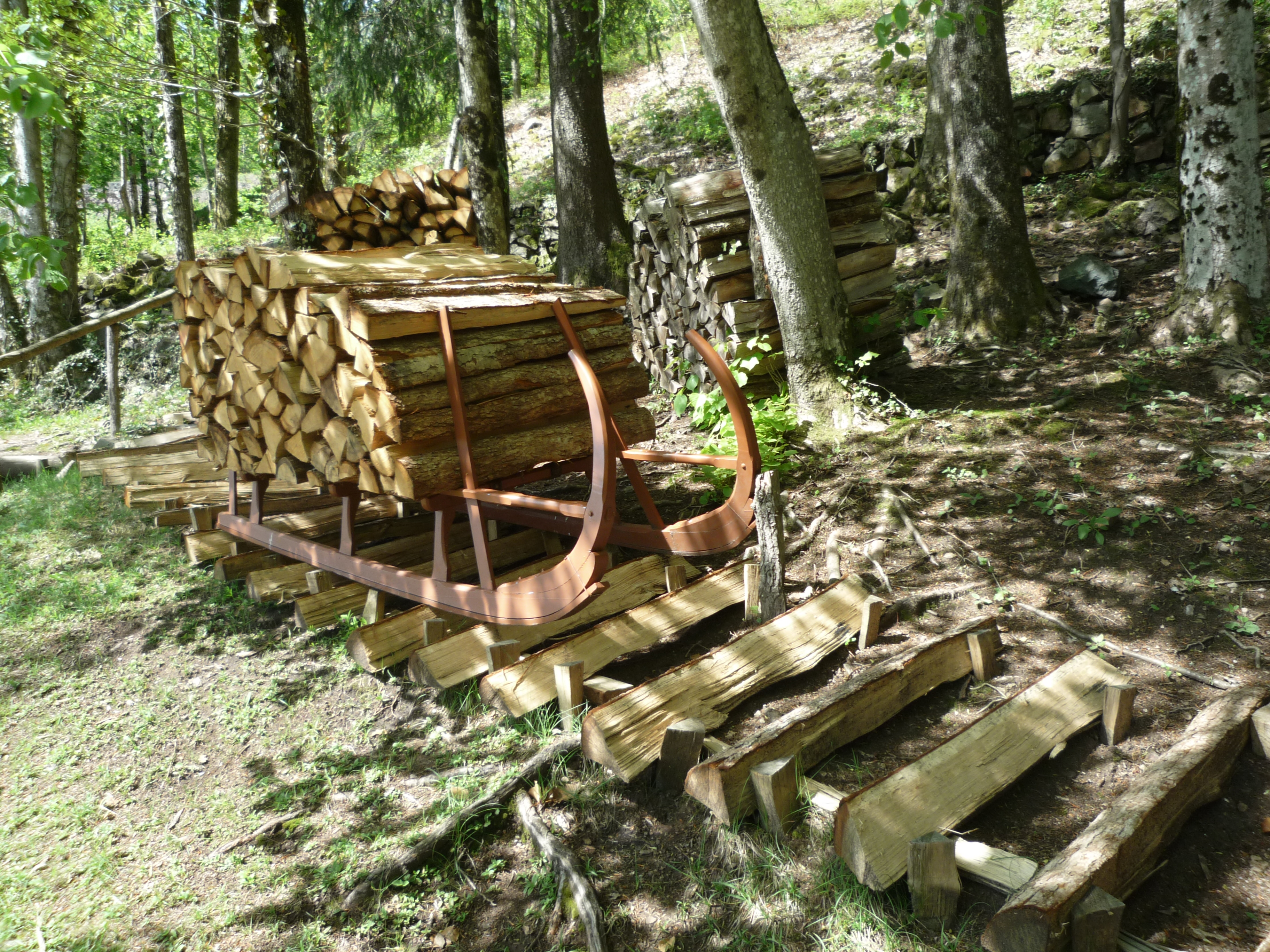
Un trineo tipo schlitte de grandes dimensiones, en una demostración de su principio de funcionamiento.

Sin embargo, el fácil uso del trineo sobre patines está restringido a una categoría limitada de superficies de deslizamiento. El suelo y su inclinación (pendiente) limita su uso. Así, el hielo, la nieve, la arena, la hierba, el barro, el limo, constituyen revestimientos superficiales a los que se adapta mejor el arrastre, y mucho menos el rodado.
La forma normal del trineo bajo se limita a dos patines largos, unidos por travesaños, sobre los que se monta una estructura ligera o armazón. Este, en forma de placa o listones, posiblemente sostenidos por varillas de pie más o menos grandes que se elevan por encima de la corredera, ayuda a fijar la carga. Esta forma de fondo plano, muy cercana a los antiguos trineos, toboganes o trineos de ballenas inuit, se encuentra entre los pueblos euroasiáticos del norte, los samoyedos o los chukchi.
El trineo campesino, sin camilla ni barra de tiro, en Europa Occidental, fue construido, la mayoría de las veces en madera de fresno y roble, por un granjero, muy a menudo el mismo que lo remolcó en las laderas o lo enjaezó con cadenas de tiro al collar de su caballo o al yugo de su par de bueyes. Un trineo de cosecha, típico de Gales, se rompería, una vez retirada la plataforma de tablones, las escaleras o candeleros, delanteros y traseros, elevándose verticalmente alrededor de un metro de altura, y los laterales de ambos lados, clavados a los candeleros anteriores, en dos. piezas de unos dos metros de largo, ensambladas mediante simples mortajas de ocho travesaños, cuyo largo determinaba el ancho del trineo 6. La carga de poleas se sostenía en el piso o encima de él, por las escaleras y los costados, así como por un sistema de cuerdas. A veces, el uso de un tronco ahorquillado naturalmente adaptado permitía simplificar aún más el trineo, gracias a unos tablones y los habituales dispositivos de escaleras o costados.
Se cree que el pueblo del Antiguo Egipto utilizaba mucho los trineos en la construcción de sus obras públicas, en particular para el transporte de pesados obeliscos sobre la arena.
En la excavación del Barco "vikingo" de Oseberg se encontraron trineos.  El trineo también era muy apreciado, porque -a diferencia de los vehículos con ruedas- estaba exento de peaje.
Hasta finales del siglo XIX, un trineo cerrado de invierno, o vozok, proporcionaba un medio de transporte de alta velocidad a través de las llanuras cubiertas de nieve de la Rusia europea y Siberia. Era el medio de transporte preferido por la realeza, los obispos y los boyardos de Moscovia. En la Armería del Kremlin se conservan varios vozoks reales de importancia histórica.
Los trineos tirados por hombres fueron el medio de transporte tradicional en las expediciones de exploración británicas a las regiones del Ártico y la Antártida en el siglo XIX y principios del XX, defendidas, por ejemplo, por Capitán Scott.  Los trineos de perros fueron utilizados por la mayoría de los demás, como Roald Amundsen.

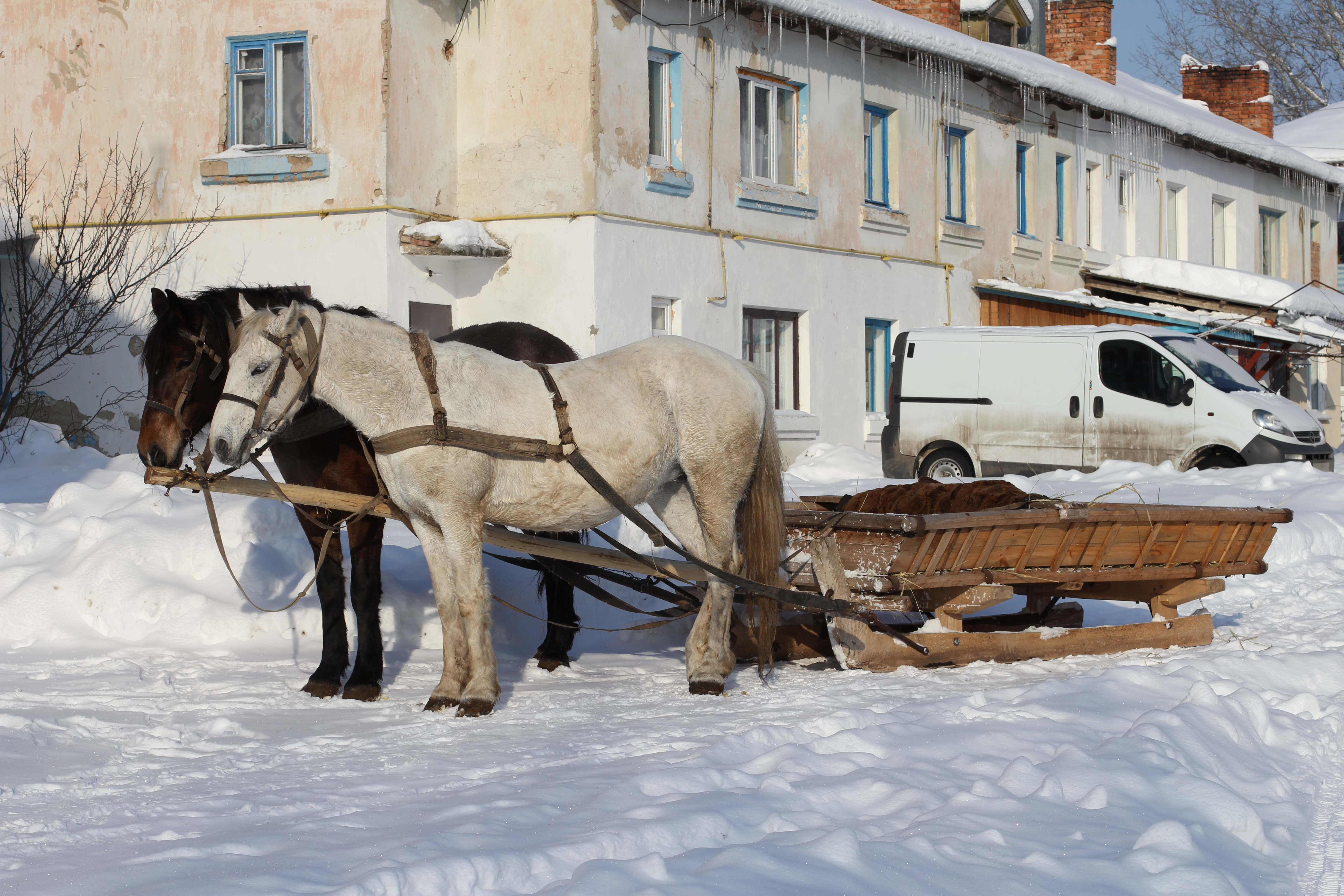
Trineo tirado por caballos (Ucrania).

## Trineos en el Antiguo Egipto

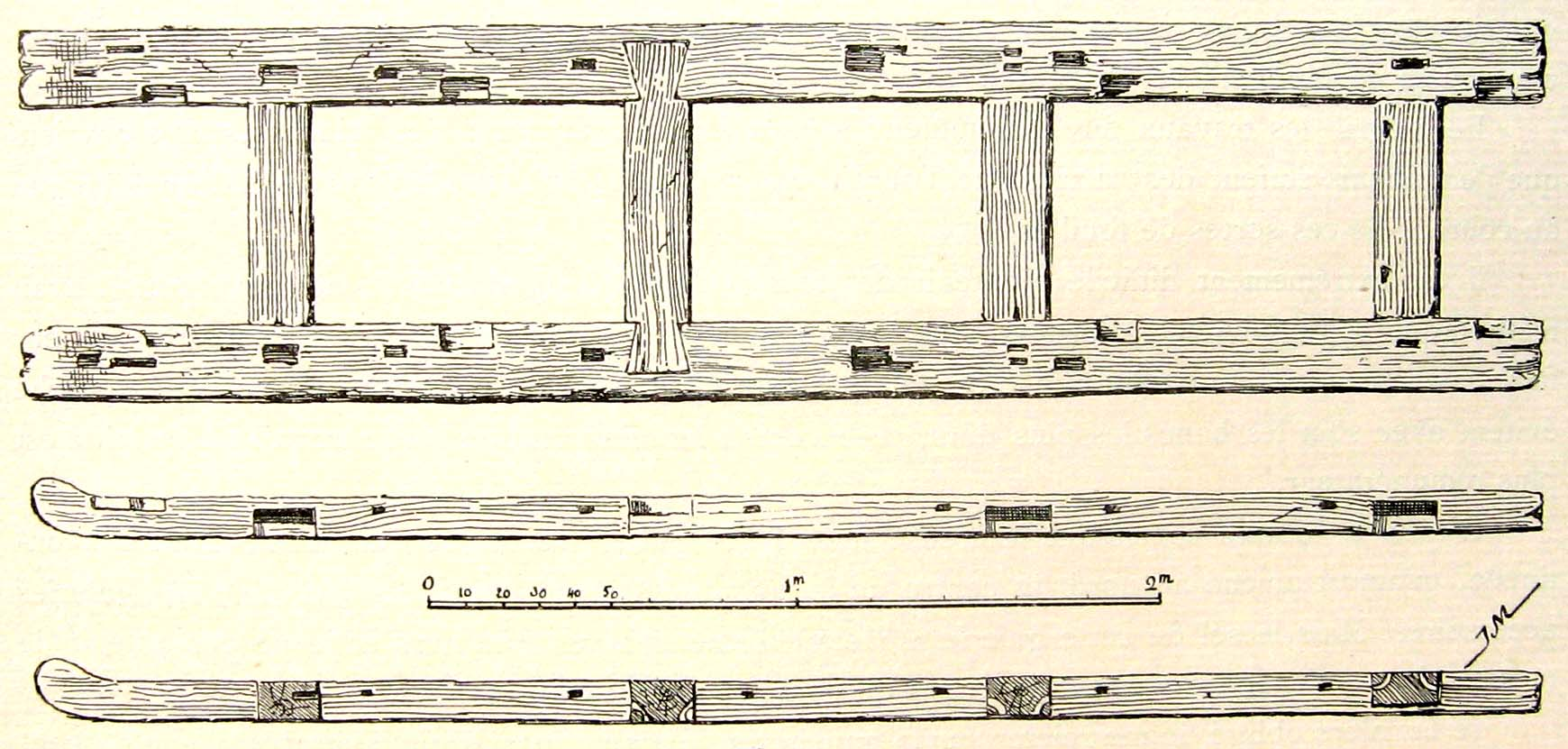
Trineo de Sesostris III.

En el Antiguo Egipto se utilizaron trineos de madera para transportar diversos materiales sobre las cálidas arenas de los desiertos circundantes, desplazando, algunas veces, pesados y voluminosos objetos, tales como estatuas colosales. Para facilitar su desplazamiento, era humedecida la arena antes de su paso. 
Perduran algunos ejemplares descubiertos en tumbas; también se muestran en bajorrelieves y pinturas de sus edificaciones trineos arrastrados por varios grupos de trabajadores egipcios.

## Tipología de trineos

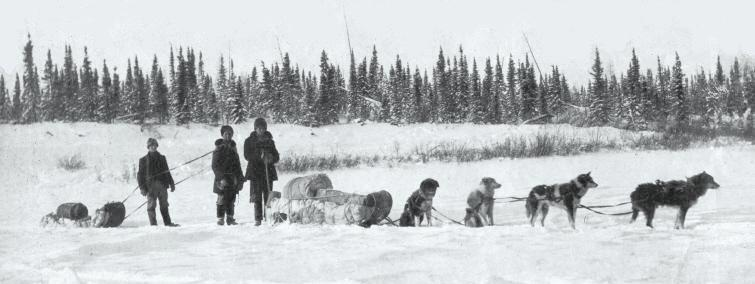
Un equipo de perros listos para tirar de un trineo en Manitoba, Canadá.

Según el entorno físico y las condiciones climáticas, antiguamente los trineos estaban hechos de varios materiales, a veces compuestos, por ejemplo, madera o plantas tejidas, hueso, pieles o cuero, metal, hielo... Jean-François Regnard, en su Voyage en Laponie se sorprende de que la pulea, uno de los trineos sami que conoce, esté diseñada sin clavos, solo con cuerdas y tientos de reno.
Se pueden distinguir varios tipos de trineos, principalmente para uso de ocio o entretenimiento, en particular para actividades turísticas o deportivas, dependiendo de la capacidad de carga o de la importancia del tipo de tracción.
El trineo puede ser más o menos imponente, generalmente de madera, equipado con patines grandes o pequeños, anchos o delgados, tirado por uno o más animales de tiro (caballo, buey, reno), utilizado para transportar hombres o mercancías. Una carreta campesina o carreta rodante podía ser, convertida en trineo, gracias a la fijación en invierno en las ruedas de patines de madera en forma de zapatas. En algunos casos adaptadas a los tipos de camino y descensos arriesgados, la instalación de estas pastillas de freno, más o menos anchas, se hacía únicamente en las ruedas pequeñas del eje delantero mientras que las ruedas grandes del eje trasero, posiblemente envueltas, simplemente se bloqueaban.

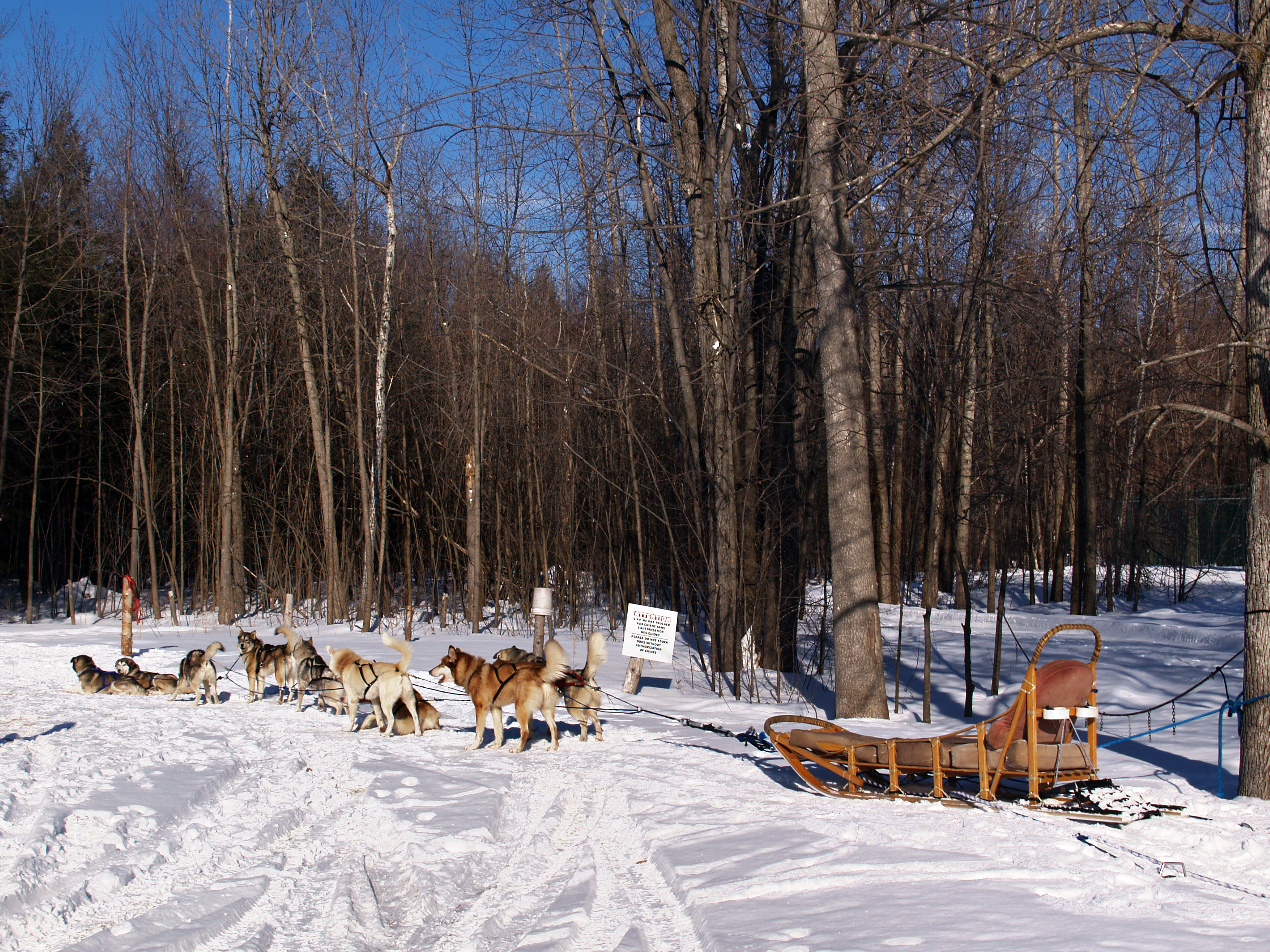
Trineo con su equipo de perros con sus arneses.

Existía una amplia gama de trineos en las regiones montañosas o simplemente campesinas del pasado, pudiendo en general ser llevados por el hombre en la subida. El schlitte, al igual que los varios trineos de montaña o alpinos más conocidos, manejados por uno o más hombres en una pista inclinada, equipados o no, se utilizaba para descender madera o forraje hacia los valles. Algunos trineos también se podían enganchar, por ejemplo, a bueyes o perros. En general, el trineo es ideal para bajar cargas y regresar vacío. Así, un simple trineo se utilizaba para transportar las latas de leche hacia el valle.
Un vehículo, el trineo tirado por perros, se usó con fines comerciales y, aunque no está motorizado en varias formas, sigue siendo popular en las regiones polares o del norte, como el extremo norte de América o Laponia, tirado por un equipo de perros (husky, malamute, samoyedo, alaska, etc.) conducido por un musher y que permite un movimiento rápido sobre nieve o hielo. Los trineos, ligeros y rápidos, de forma similar, se utilizan para la evacuación de heridos por parte de los patrulleros de rescate en las pistas de esquí.

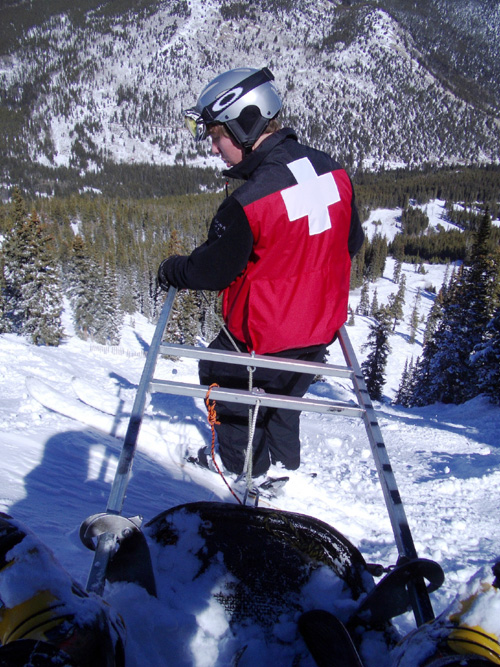
Patrullero de rescate en la montaña arrastrando un trineo tipo camilla, para socorrer a esquiadores heridos en la montaña.

Por último, cabe mencionar las distintas bardas, fruto de la adaptación hacia atrás de los antiguos sistemas de transporte. En particular, antiguamente utilizado en revestimientos, ya sea en canteras o en obras de cantería y albañilería, el trineo era un conjunto formado por dos partes planas, unidas por varios travesaños, sin ruedas; en las cuatro esquinas hay ganchos para sujetar las facciones del caballo: se usa para arrastrar piedras.

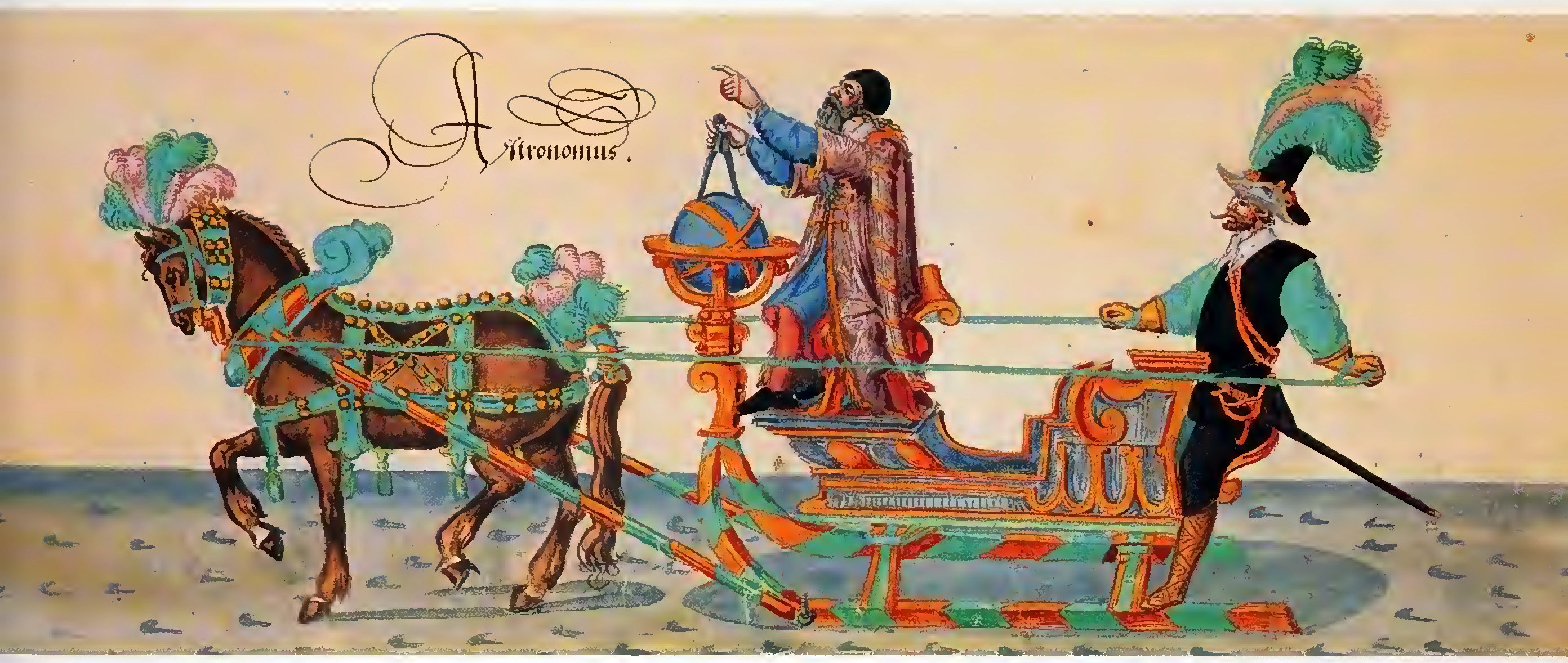
Ilustración de un trineo con astrónomo de "Ein Buch von allerlei Inventionen zu Schlittenfahrten" ("Un libro de toda clase de inventos para el paseo en trineo") de 1602.

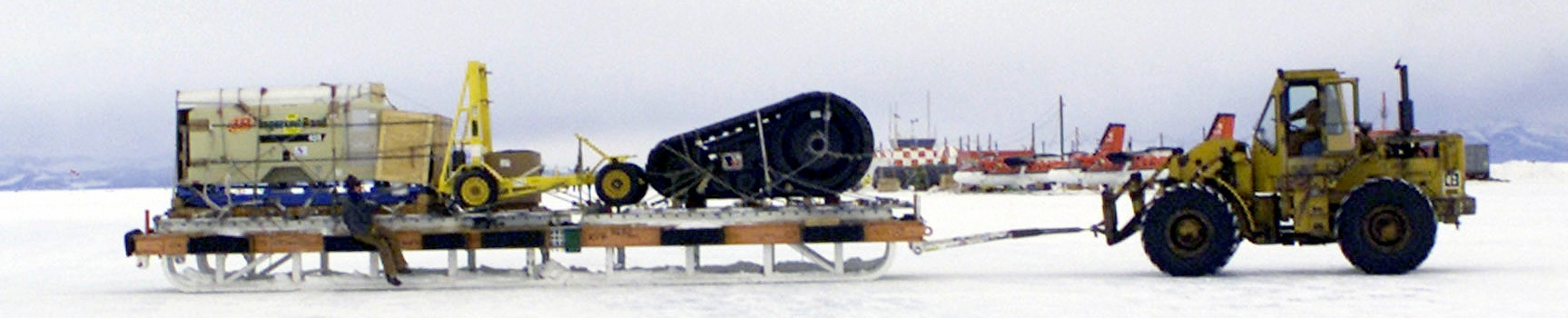
Trineo de cargas pesadas en la Antártida en 2001

## Descenso en trineo
El descenso en trineo es un deporte olímpico con tres variantes:
- Bobsleigh - boca arriba, pies por delante, con frenos y timón
- Luge - boca arriba, pies por delante, sin frenos ni timón
- Skeleton - boca abajo, cabeza por delante, sin frenos ni timón